# Поручик Киже (фильм)
«Пору́чик Киже́» — исторический фильм режиссёра Александра Файнциммера, снятый в 1934 году. Вышел на экраны 7 марта того же года.

## Сюжет
Экранизация рассказа Юрия Тынянова «Подпоручик Киже», основанного на анекдоте о том, как из-за ошибки писаря, написавшего в приказе Павла I вместо слов «поручики же» слова «поручик Киже», возникла несуществующая личность — поручик Киже, которая, несмотря на своё несуществование, значилась в документах в качестве реального человека, который служил, был наказан, прощён, дослужился до генерала и умер от тяжёлой болезни.
Однажды императора Павла I разбудил крик («Караул!») адъютанта, которого ущипнула его возлюбленная фрейлина. Начинается поиск виновного. В результате ошибки появляется приказ о назначении в караул поручика Киже. Павел читает приказ, в котором видит фамилию поручика Киже, и просит представить его. Граф Пален, зная об описке в приказе и пытаясь избавить своего родственника от императорского гнева, предлагает адъютанту считать поручика Киже живым и объявляет его виновным в ночном крике.
Император приказывает высечь поручика и отправить пешком в Сибирь. Граф Пален объявляет, что арестант — лицо секретное и фигуры не имеет.
Через некоторое время фаворитка императора по просьбе компаньонки уговаривает помиловать виновного в ночном происшествии. Император сменяет гнев на милость и возвращает поручика из ссылки, присваивается ему чин полковника. По приказу императора красивую фрейлину (любовницу адъютанта) выдают замуж за полковника Киже. Происходит церемония венчания. Граф Пален объясняет недоумевающим участникам церемонии, что император разрешил жениху не присутствовать, что жених секретный и фигуры не имеет. Новобрачная принимает поздравления. Император жалует 3000 дворов с крестьянами и производит Киже в генерал-майоры.
Генералу Киже приносят от императора сундук с казёнными деньгами (10000 рублей) на нужды государства. Адъютант приходит поздравить фрейлину с бракосочетанием и проводит ночь в её постели.
В дальнейшем Павел настойчиво желает увидеть генерала Киже. Выпутываясь из этой ситуации, граф Пален сначала говорит, что генерал Киже тяжело болен, а потом объявляет его умершим. Начинаются похороны генерала Киже. Павел вспоминает о казённых деньгах и приказывает вернуть их. Однако похитивший деньги адъютант приносит пустой сундук с поддельной запиской от генерала Киже, в которой сообщается, что он проел все деньги.
Император взбешён нечестностью своего недавнего любимца и отдаёт приказ разжаловать генерала Киже в рядовые, а «за открытие злодеяния» адъютанту присваивается звание генерала. Адъютант останавливает похоронную процессию, целуется с бывшей генеральшей Киже и уезжает. Император жалуется на то, как нелегко управлять государством.

## В ролях
| Актёр                | Роль                                       |
| -------------------- | ------------------------------------------ |
| Михаил Яншин         | Павел I                                    |
| Эраст Гарин          | адъютант Каблуков                          |
| Борис Горин-Горяйнов | граф Пален                                 |
| Леонид Кмит          | переписчик                                 |
| Андрей Костричкин    | писарь                                     |
| Софья Магарилл       | фрейлина, компаньонка фаворитки Павла I    |
| Михаил Ростовцев     | комендант крепости                         |
| Нина Шатерникова     | княгиня Гагарина, вторая фаворитка Павла I |
| Константин Гибшман   | Обер-лекарь                                |

## Съёмочная группа
| Автор сценария       | Юрий Тынянов                      |
| Режиссёр             | Александр Файнциммер              |
| Оператор             | Аркадий Кольцатый                 |
| Композитор           | Сергей Прокофьев                  |
| Художник-постановщик | Пётр Снопков, Константин Карташев |
| Консультанты         | В. Глинка, Ю. Кринкин             |
| Гримёр               | А. Анджан                         |
| Ассистент оператора  | В. Страдин                        |
| Директор картины     | И. Руммель                        |

## Создание
Первоначально, ещё в 1927 году, писатель Юрий Тынянов написал киносценарий действие которого относится к эпохе российского императора Павла I и который предназначался для режиссёра Сергея Юткевича. Речь в нём шла об анекдотичной истории несуществующего офицера, появившегося в официальных документах из-за описки писаря, но тем не менее несколько раз произведённого в новый чин императорским указом. Сохранилось заявление Юткевича, который первым переработал авторский сценарий Тынянова, от 22 марта 1927 года с обращением в художественную часть кинокомпании «Совкино», в котором отмечалось, что в феврале был «сдан готовый рабочий экземпляр фильмы». Из этого заявления известно, что съёмки собирались начать в третьей декаде марта, так съёмочная группа опасалась, что растает последний снег и не успеть использовать некоторых запланированных к участию актёров. Однако, по этому первоначальному сценарию, фильм поставлен не был. Это связывают как с занятостью Юткевича, внеплановостью фильма, так и недостатками предъявляемыми к сценарию, в котором усмотрели недостаточную социальную позицию, оторванность от жизни, отсутствие широких масс. Второй режиссёрский сценарий был создан Юткевичем и ассистентом В. Легошиным, где история с Киже образует «авантюрную комедию с плутом (Пален) и простаком-любовником (адъютант) в центре, с последовательной любовной интригой». После того как от немого фильма пришлось отказаться автор на основе сценария написал повесть «Подпоручик Киже», и по ней создал новый вариант сценария уже для звукового фильма. После опубликования повести, в устной форме закрепилось сокращённое название звания «персонажа» — «Поручик Киже». Предполагается, что в связи с бытованием такой версии в устной традиции, прозаиком было упрощено название, которое стало крылатым выражением. Звуковой фильм было поручено снимать режиссёру Александру Файнциммеру на студии «Белгоскино» (ныне «Беларусьфильм»). По словам режиссёра, в этой картине он стремился создать произведение «в строго реалистическом плане» и при этом предпринять попытку в новом кинематографическом жанре — трагифарсе. По воспоминаниям оператора ленты Аркадия Кольцатого, в процессе съёмок он обнаружил, что произошёл перерасход плёнки, а снято было только полкартины. Про это он сообщил директору киностудии Леониду Кацнельсону и Тынянову, который, если верить Кольцатому, в связи с этим сократил сюжет.

## Музыка
Музыка к кинокартине, созданная С. С. Прокофьевым в 1933 году, приобрела известность в России и особенно на Западе. Она звучит в концертных программах в виде оркестровой сюиты, составленной самим композитором в 1934 году (соч. 60, согласно авторскому каталогу сочинений; полную версию музыки к фильму Прокофьев в этот перечень не включил). Сюита состоит из пяти частей:
- «Рождение Киже»
- «Романс»
- «Свадьба Киже»
- «Тройка»
- «Похороны Киже»

В том же году композитор обработал для голоса и фортепиано две песни из фильма (соч. 60bis):
- «Стонет сизый голубочек»
- «Тройка»

Яркая, образная музыка Прокофьева впоследствии неоднократно привлекала внимание хореографов. Фрагменты из сюиты использовали Вуди Аллен в фильме «Любовь и смерть», Стинг в песне «Russians», компания «СТВ» (звучит в момент демонстрации логотипа компании) и многие другие.

## Художественные особенности и оценки фильма
После выхода фильма на экраны советская критика ставила в упрёк авторам сценария картины формализм, акцентирование внимания на авантюрной составляющей сюжета, в котором упрощено содержание книги, её сатирическая сторона. Кинокритик Ростислав Юренев писал, что «несмотря на безусловный успех музыкального и художественного оформления фильма, он оставлял чувство разочарования». По его мнению, режиссёру не удалось создать единого ансамбля из представителей различных направлений в актёрском искусстве. «М. Яншин в роли бесноватого Павла I, — считал кинокритик, — был слишком мягок, реалистичен, смешон, но не страшен». Маститый кинокритик продолжал: «Старый театральный артист М. Ростовцев в роли коменданта крепости переигрывал, даже кривлялся. Артистка Н. Шатерникова играла княгиню Гагарину просто, лирично, а рядом с ней выученица школы фэксов Софья Магарилл представляла фрейлину в марионеточном безжизненно механическом стиле». Роль адъютанта он оценивал следующим образом: «Гарин нашёл много смешных деталей, много эксцентрических положений… Но чем ярче играл актёр, тем сильнее нарушалась композиция вещи, тем досаднее адъютант вытеснял поручика Киже».
Р. Юренев упрекал авторов фильма в том, что «в конечном счёте фильм ушёл от повести и проиграл от этого». По его мнению, «все эксцентрические находки Гарина, вся ироничность музыки Прокофьева, все оптические фокусы Кальцатого, лишённые чёткой идейной направленности, приобрели самодовлеющее значение», а «мысль о бесчеловечности монархического строя полностью донесена не была».
Вместе с тем в целом фильм положительно оценивался советской кинокритикой. В частности, в энциклопедическом словаре «Кино» (1986) было отмечено, что сатирическая комедия «Поручик Киже» представляла значительный интерес. В «Истории советского кино» отмечался яркий дебют Гарина: «Актёр комедийно-эксцентрического плана, он отлично вписывался в несколько отстранённый, условный мир сценария и фильма».
Историк искусства Михаил Ямпольский подробно рассмотрел художественные особенности фильма, отмечая большой вклад Юрия Тынянова в его создание и в поиске нового киноязыка. Он писал: «Пример „Поручика Киже“ во многом уникален, потому что именно здесь с теоретической чистотой ставится и разрешается задача порождения телесности, образности из интертекстуальной многослойности. Речь идёт о почти физическом генезисе тела из взаимоотражений».
М. Ямпольский писал: «И хотя в фильме сохранились физически зримые субституты Киже (кресло с напяленной на него треуголкой в эпизоде свадьбы, игрушечный солдатик и т. д.), их количество по сравнению со сценарием резко сокращено. Речь шла, по-видимому, о попытках найти чисто кинематографический эквивалент „пустоты“».
В частности, он выделял эпизод свадебного пиршества фрейлины после её венчания с Киже: «В сценарии ему отведен всего один кадр, в фильме же этот эпизод занимает двадцать три кадра, что указывает на его важность». «Этот эпизод, — утверждал кинокритик, — в более изощрённой форме предлагает тот же принцип, что и сцена прибытия в крепость. Само пространство совершенно неподвижно (стол, за которым сидят „прикованные“ к стульям гости), но дезориентация, блуждание взгляда, введенные в „симметрик“, блокируют ясное понимание пространственных отношений, создают пустотную зыбкость».
М. Ямпольский также отмечал, что пародийный элемент в фильме выражен в подчёркнутой театральности многих эпизодов, «во многих эпизодах вводятся прямые знаки театра — занавес и театральный подиум-сцена». Другим интересным элементом он назвал «необычайно интенсивное введение зеркал (реальных или подразумеваемых) в структуру фильма».
Культуролог Игорь Смирнов отмечал, что фильм «Поручик Киже» — «острейший выпад против как раз возникшего тонального киноискусства».

Писарская ошибка, транслируемая устно, инкарнируется при посредстве звучащей речи в «фигуру фикции», как выразился бы Андрей Белый, — в мнимое лицо, существующее как предмет общения персонажей, но не присутствующее среди них въявь.
— И. Смирнов, 2009
Фильм также полемизирует с позднеавангардистской визуализацией невидимого. И. Смирнов писал: «Конечно, кино и прежде было склонно наглядно представлять фантомное и лишь мыслимое. Однако „Поручик Киже“ занимает в этом ряду особое положение: мнимая величина ни разу не обретает здесь собственного лица, хоть какой-то зримой идентичности, опознаётся по косвенным показателям…».
Польский музыковед Зофья Лисса приводила фильм в качестве примера того, «какую большую роль играет инструментовка в киномузыке».

Здесь главным образом средствами инструментовки символизируется вся фиктивность, нереальность центрального героя. Несмолкаемая дробь барабанов, преобладание флейт-пикколо в резком, высоком регистре подчёркивают гротескность марионеток-офицеров при царском дворе, куклоподобных дам и т. д. Мотив поручика, инструментованный соответственно ситуации, пронизывает весь фильм.
— З. Лисса, 2012